# Церква Різдва Пресвятої Богородиці (Хотинець)
Церква Різдва Пресвятої Богородиці — бойківська дерев'яна греко-католицька парафіяльна церква, збудована 1615 року в с. Хотинець.
2013 року храм оголосили об'єктом Всесвітньої спадщини ЮНЕСКО разом з іншими дерев'яними церквами в Польщі та Україні.

## Історичний огляд
Перша документальна згадка про будівництво датується 1671 роком. Ця церква є однією з небагатьох діючих греко-католицьких храмів у Польщі, що пережили війну і повоєнне нищення, пов'язане з акціями депортації. Спочатку споруда могла бути будовою з двома або трьома куполами на барабанах. Над бабинцем була каплиця Благовіщення з зовнішніми галереями. Церкву неодноразово перебудовували, зокрема в 1733, 1858 і 1925 рр. Після депортації українців 1947 року її закрили, а потім передали Римо-католицькій церкві. У 80-х роках ХХ століття її знову закрили через поганий стан. 1990 року храм був переданий первинному власнику — Греко-католицькій церкві. Відтак належить греко-католицькій парафії. У 1991–1994 роках була повністю відремонтована переважно силами місцевих парафіян.

## Архітектура
Церква відрізняється оригінальністю й гармонійністю будови. Храм цілком зведений з дерева, із зрубу. Тридільна у плані, у середині — вівтар, нава, бабинець і передсіння. Куполи на барабанах восьмикутні. Передпокій з двосхилим дахом. Бабинець — триярусний з двома вівтарями. 
Дерев'яна дзвіниця XVII століття, перенесена 1993 року із села Торки біля Медики. Оригінальна дзвіниця була зруйнована під час Другої світової війни.

## Інтер'єр
В інтер'єрі збереглася ікони 1735 і 1772 років, зокрема картина Страшного суду на південній стіні нави. Після багатьох років занедбання частину живопису втрачено, але залишився нещодавно відремонтований іконостас, імовірно, 1671 року, з чудотворною іконою Діви Марії. Є також ікона із зображенням святого Миколая.

## Галерея

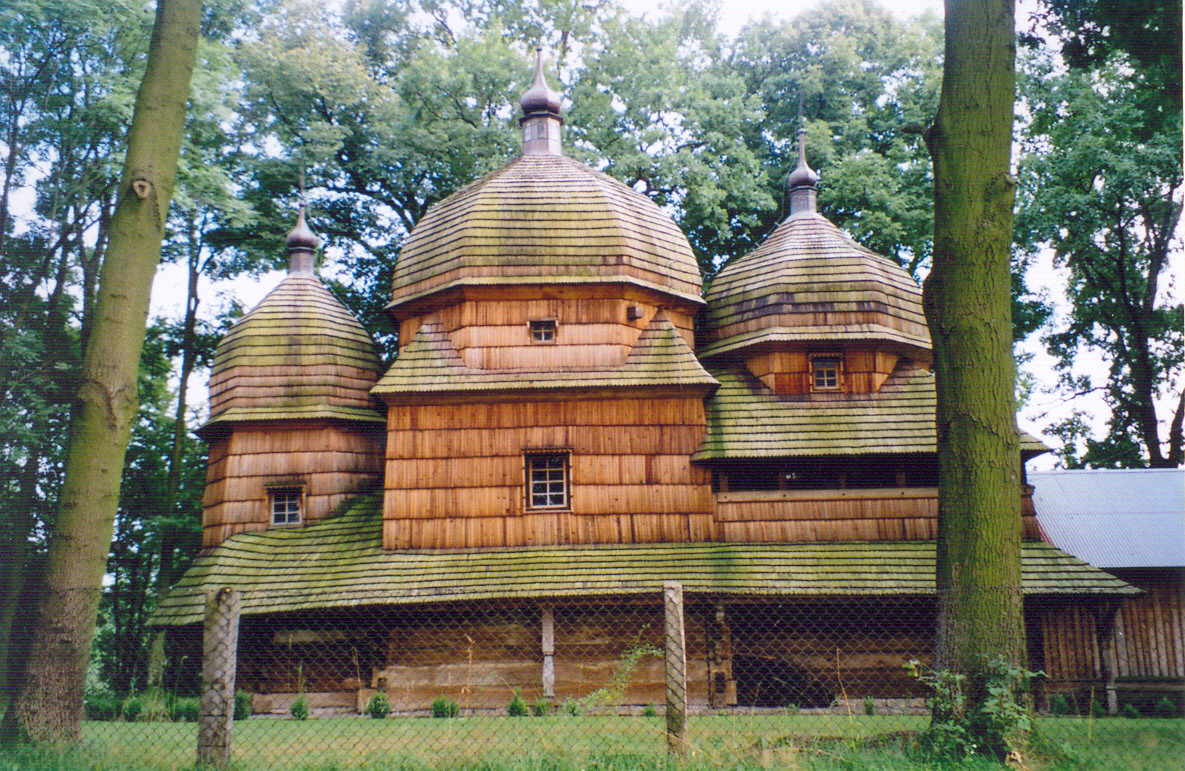
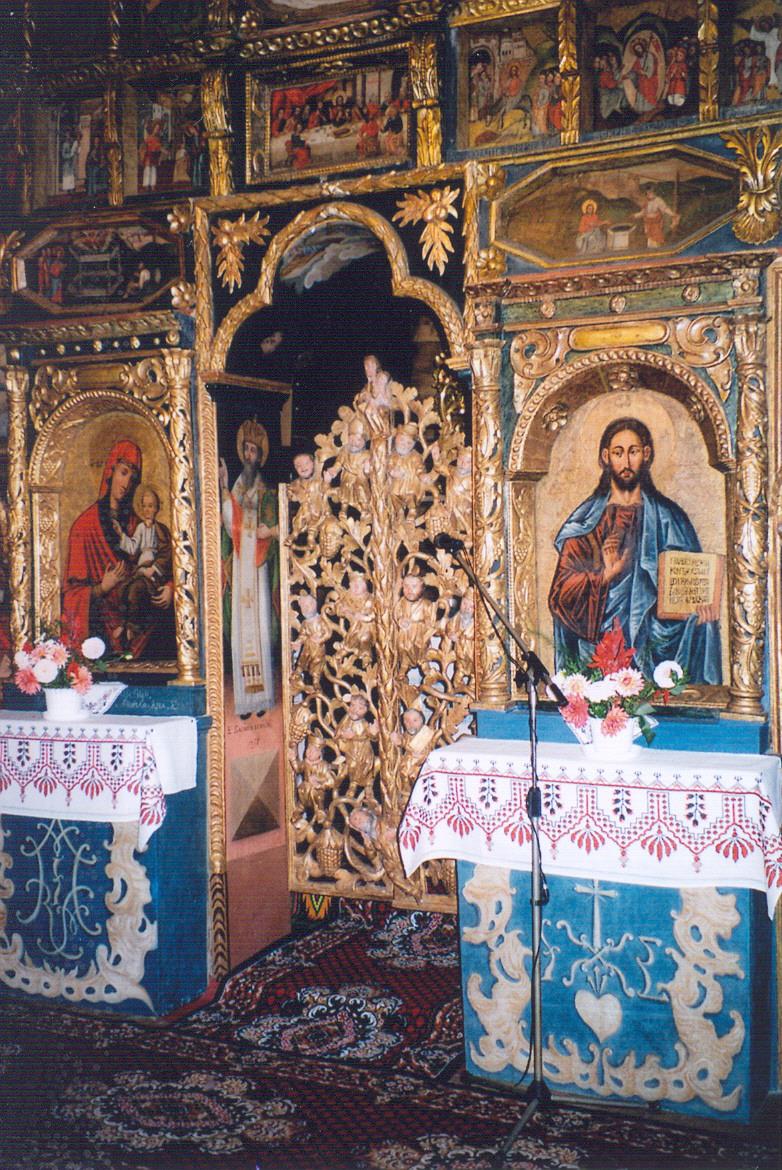
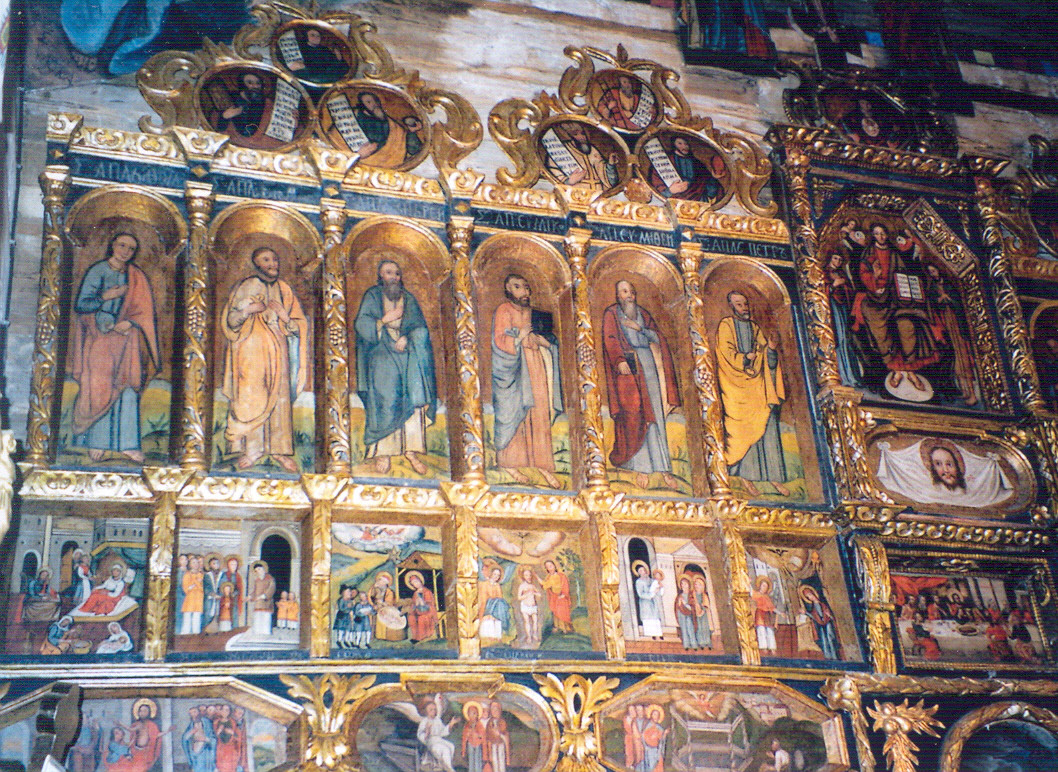
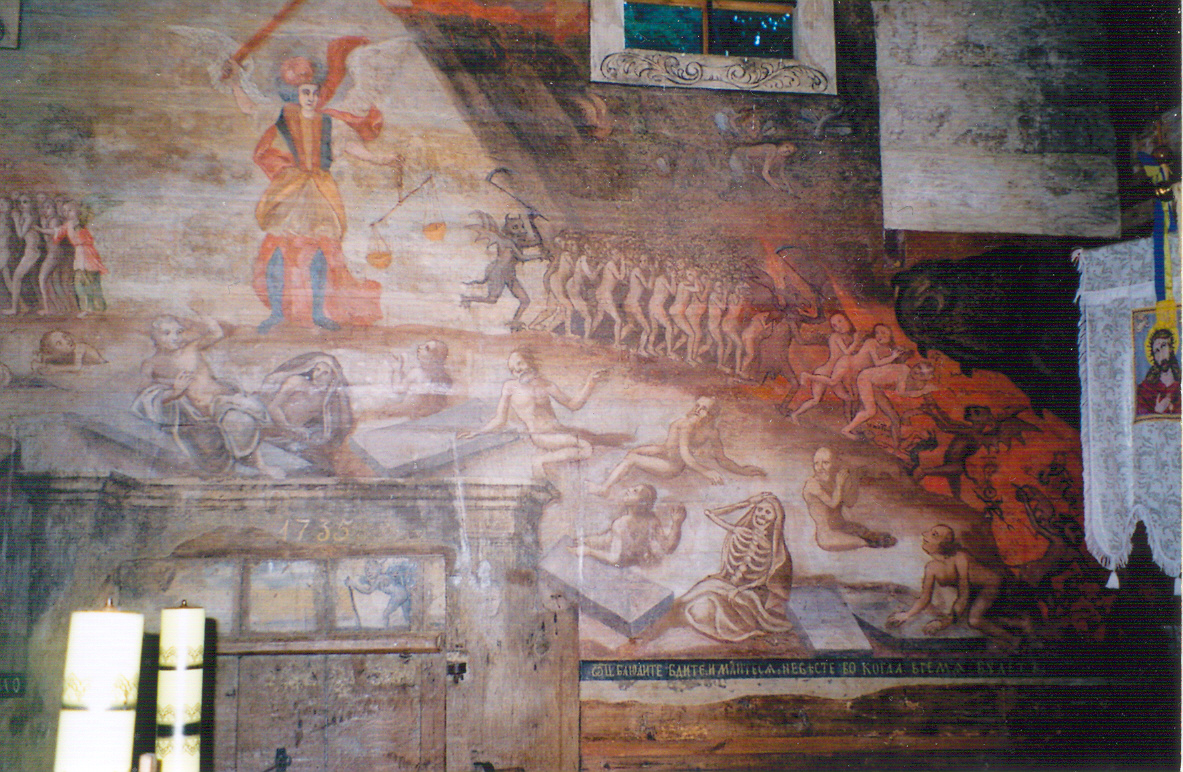
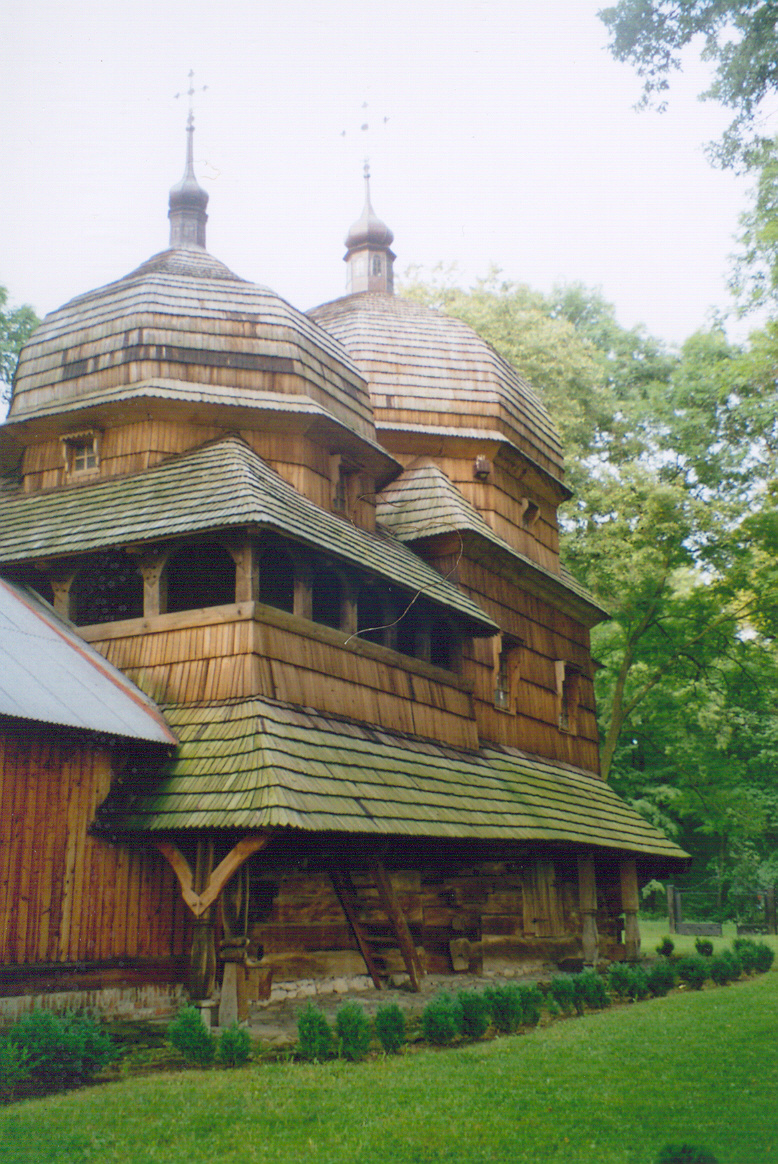